# اور (كامبريدجشير)
اور (بالإنجليزية: Over, Cambridgeshire)‏ هي قرية و أبرشية مدنية تقع في المملكة المتحدة في إنجلترا.